# Eupithecia ferreata
Eupithecia ferreata là một loài bướm đêm trong họ Geometridae.